# Laingsburg
Laingsburg est une petite ville d'Afrique du Sud, située dans la province du Cap-Occidental, siège de la municipalité locale homonyme.
C'est la plus grande ville de la région aride du désert du Grand Karoo.

## Démographie
Selon le recensement de 2011, les 5 667 résidents du village de Laingsburg sont majoritairement issus de la population coloured (82,32 %). Les blancs et les populations noires représentent respectivement 8,49 % et 8,22 % des habitants.
Les habitants ont très majoritairement l'afrikaans pour langue maternelle (93,59 %).

## Historique
Le site sur lequel s'est développé la ville se nommait naguère en afrikaans : Vischkuil-aan-de-Buffelsrivier, c'est-à-dire « étang de pêche sur la Buffalo River ».
La cité pris son essor avec l'arrivée du chemin de fer dans les années 1870, grâce à l'impulsion donné par le Premier ministre de la colonie du Cap, John Charles Molteno, qui souhaitait développer le transport ferroviaire dans la région.
La ville prit d'abord le nom de Nassau pour éviter toute confusion avec la rivière Buffalo qui coupe à East London. Elle fut finalement rebaptisée de son nom actuel, en l'honneur John Laing qui était commissaire des terres de la Couronne à cette époque.